# 中国驻瑙鲁大使馆
中华人民共和国驻瑙鲁共和国大使馆（英語：Embassy of the People's Republic of China in the Republic of Nauru），简称中国驻瑙鲁大使馆，为中华人民共和国派驻瑙鲁的外交代表机构。

## 历史
2002年7月21日，瑙鲁共和国与中华人民共和国建交。根据建交公报，双方同意互设大使馆。2002年9月，临时代办、候任大使许士国到瑙鲁筹备开馆，2002年9月26日递交代办介绍书。2003年，许士国正式出任中华人民共和国驻瑙鲁共和国大使。因瑙魯在2005年5月14日與中華民國復交，中華人民共和國在5月27日決定与瑙鲁斷交，中止一切協議。其后，对瑙鲁的相关事务由中华人民共和国驻斐济大使馆兼辖。
2024年1月15日，瑙鲁重新承認中華人民共和國，與中華民國斷交。同年1月24日，中华人民共和国与瑙鲁恢复外交关系。中华人民共和国随即派出外交官王旭光前往瑙鲁，负责主持大使馆复馆工作。1月29日，驻瑙鲁大使馆正式复馆。7月1日，復交後首任中國駐瑙魯大使呂進到任。